# 忠龍里
座標: 北緯38度49分11秒 東経125度53分48秒 / 北緯38.819778度 東経125.896668度
忠龍里（チュンニョンニ）は朝鮮民主主義人民共和国黄海北道中和郡にある里。

## 概要
平壌直轄市の南東約20キロメートルに立地する。
2002年に帰国した拉致被害者たちによれば、浜本富貴恵と田口八重子は拉致されて間もない1978年9月から1979年11月まで牡丹峰区域の招待所で同居していたが、富貴恵は79年11月に一福井県小浜市で一緒に拉致された地村保志と結婚し、移って同居した先が忠龍里であった。その後、田口八重子は北朝鮮工作員の金賢姫の日本人化教育のため、東北里の招待所に移って彼女と起居をともにした。金賢姫の証言によれば、1984年（昭和59年）頃には忠龍里の日本人居住地で田口八重子と横田めぐみ、金賢姫の同僚工作員金淑姫の3人で生活していたという。金淑姫は金賢姫に対し、忠龍里招待所は「電気事情が悪く寒いので、服を何枚も重ね着していた」と語っていた。横田めぐみは金淑姫に日本語を教えていた。地村富貴恵もまた「1984年秋、平壌の南東約20キロの忠龍里で田口八重子と再会した」と証言しており、田口と横田が同居するようになったのはこの直後の可能性が高いと考えられる。また、1985年1月前後、忠龍里一地区3号招待所に田口八重子、横田めぐみ、金淑姫の3人を見かけたが、その後、1985年1月頃に金淑姫が金賢姫と再びペアを組むことになってそこから抜けたので、田口と横田の2人が同じ招待所で暮らしていたことも証言した。田口八重子はしばしば地村家や蓮池家を訪ね、子どもたちをかわいがっていた。八重子は自分があおむけになって寝そべり、小さな子どもたちの両手両足を自分の手足に乗せて持ち上げて飛行機遊びをしてくれるので「飛行機おねえさん」と呼ばれていた。
1985年末、同じ忠龍里の一地区から二地区に移動させられ、二地区3号招待所には田口八重子と横田めぐみ、二地区4号招待所に地村一家、二地区6号招待所に蓮池一家が住み、1号には小太りの日本人らしき中年男性、5号招待所には韓国人の金英男が住んでいた。1986年の春頃、田口が腰痛で915病院に入院したため、横田が1人残されたが、そこに近所に住んでいた金英男が通い、横田より日本語を習った。金正男もまた、1978年8月に北朝鮮工作員によって拉致された被害者で、拉致当時は16歳の高校生であった。横田めぐみと金正男はのちに結婚し、一女キム・ウンギョン（幼名ヘギョン）をもうけた。その後、蓮池家は5号招待所に移り、田口は退院後、3号招待所で一人暮らしをしていたが、1986年7月、蓮池家は龍城区域に移り、のちに田口も他の地に移ったことを人づてに聞いている。